# معاداة الشيعة
معاداة الشيعة هو مصطلح يطلق للتعبير عن كل قول أو فعل يهدف إلى مكافحة العقائد والطقوس الشيعية. تم تعريف المصطلح عالمياً من قبل منظمة حقوق الشيعة (بالإنجليزية: Shia Rights Watch) عام 2011، غير أنه كان مستخدماً لعقود في البحوث الرسمية للمنظمات الدولية وفي المقالات العلمية. والشيعة هي ثاني أكبر الطوائف الإسلامية بعد الطائفة السنية.
بعد مقتل عثمان بن عفان على يد الثوار القادمين من مصر والساخطين من عماله في الأمصار الإسلامية وعلى سياساته في تمييز أقاربه من بني أمية خصوصاً وقريش عموماً دون سائر المسلمين (من وجهة نظرهم)، ظهرت الحاجة إلى خليفة جديد يدير شؤون الدولة ويرعى مصالح الرعية. اختار الثوار علي بن أبي طالب خليفة للمسلمين واضطروه إلى قبول الأمر الواقع. إلا أن الأمور لم تستقم كما أراد لها الثوار، لأن كبار الصحابة لم يكونوا على رأي واحد، فمنهم من اعتزل الحياة السياسية بعد مقتل عثمان كسعد بن أبي وقاص، ومنهم من بايع الخليفة الجديد ورضي به طوعاً كعمار بن ياسر، ومنهم من اختلف معه وطالبه بالقصاص من قتلة عثمان كطلحة بن عبيد الله والزبير بن العوام، الأمر الذي كان مستحيلاً لأن شخص القاتل بعينه لم يكن معلوماً، أما محاسبة الثوار جميعهم فكان منطقياً من غير الممكن لعدم توفر القوة لذلك. انقسم المسلمون بعد ذلك إلى ثلاث فرق، فرقة أخذت جانب علي بن أبي طالب، وهو الخليفة الذي تمت مبايعته، وجهة أخذت جانب طلحة والزبير وعائشة بنت أبي بكر، وجرت بين هاتين الفرقتين من المسلمين معركة أطلق عليها معركة الجمل كانت الانتصار فيها لعلي. والفرقة الثالثة هي أهل الشام والتي كانت مؤيدة بغالبيتها لمعاوية بن أبي سفيان عامل عثمان على الشام والذي لم يبايع الخليفة متحججاً تارة بوجوب القصاص من قتلة عثمان أولاً، وتارة أخرى متهماً الخليفة بالتواطؤ مع القتلة. ودارت بين الفريقين معركة كبيرة سميت بمعركة صفين والتي طال أمدها وكانت فيها جولات كثيرة كان في أغلبها النصر لعلي، إلا أن المعركة لم تحسم لصالح فرقة دون الأخرى، وانتهت بقبول التحكيم وظهور جماعة الخوارج التي لم تقبل بالتحكيم. بعد هذا الأحداث التي مر بها المسلمون تجلت الطائفة الشيعية التي أخذت جانب الخليفة علي بن أبي طالب.

## الاضطهاد تاريخياً

### الدولة الأموية
بعد رفض الحسين بن علي بن أبي طالب مبايعة الخليفة الأموي الجديد يزيد بن معاوية، وقيام أعيان أهل الكوفة بمراسلة الحسين وتشجيعه للمجيء للكوفة والثورة على حكم يزيد وعامله على الكوفة عبيد الله بن زياد، أرسل الحسين ابن عمه مسلم بن عقيل ليستطلع أخبار الكوفة ويمهد الطريق للثورة، فاجتمع مسلم برؤساء القبائل اليمنية في الكوفة، حيث كان معظم سكان الكوفة بعد الفتح من عرب اليمن، وأكدوا لمسلم برغبتهم في الثورة على حكم يزيد ومبايعتهم للحسين بن علي. واجتمع لمسلم جيش من القبائل اليمنية وحاصر قصر الإمارة في الكوفة مطالباً والي الكوفة عبيد الله بن زياد بخلع نفسه من كرسي الولاية، إلا أن والي الكوفة عمل على مهادنة رؤساء القبائل الكوفيين وأغراهم بالمال، فكان أن تخلى هؤلاء عن مسلم بن عقيل وارتدوا عن مبايعتهم للحسين، فلم يبقى سوى نفر غير كبير من جيش مسلم تركوه في آخر الأمر لاعتقادهم بعدم جدوى القتال. فصار مسلم بن عقيل وحيداً وألقي القبض عليه وقتل.
كان مسلم بن عقيل قد راسل الحسين وطالبه بالمجيء للكوفة بعد تأكده من رغبة أهل الكوفة بالثورة ومبايعتهم للحسين ومناصرتهم له. غادر الحسين بن علي المدينة المنورة متوجهاً إلى الكوفة وفي الطريق فاجأه الجيش الأموي بقيادة عبيد الله بن زياد في صحراء كربلاء وطالب الحسين بمبايعة يزيد بن معاوية، لكن الحسين رفض المبايعة وبعد محاصرة الحسين لستة أيام ومنعه من الماء هو ومن كان معه، قتل في آخر الأمر هو وأخوه العباس وأهل بيته وولده الرضيع عبد الله وغيرهم من أصحاب الحسين وعددهم اثنان وسبعون رجلاً، وسبيت نساؤهم وفيهم زينب بنت علي بن أبي طالب إلى يزيد في دمشق وتوفيت هناك وقبرها معروف. ويحيي الشيعة هذه الذكرى سنوياً تحت اسم ذكرى عاشوراء في اليوم العاشر من شهر محرّم.
بعد هذه الأحداث قامت مجموعة من الثورات الشيعية ضد الحكم الأموي، منها ثورة التوابين، وثورة المختار بن أبي عبيد الثقفي الذي نجح في إقامة دولة شيعية في الكوفة إلى جانب دولة آل الزبير في الحجاز، وذلك بعد موت يزيد بن معاوية. ودارت عدة معارك بين المختار والدولة الأموية من جهة، وبين المختار ودولة آل الزبير من جهة أخرى، الأمر الذي لم يترك مجالاً لاستقرار الدولة الشيعية التي انتهت بمقتل المختار على يد مصعب بن الزبير الذي سيطر على كل الكوفة، لكن هذا لم يدم، حيث قام قائد الجيش الأموي الحجاج بن يوسف الثقفي باسقاط الدولة الزبيرية وقتل مصعب بن الزبير وأخيه عبد الله بن الزبير الذي صلب وعلق جسده لثلاث أيام في مكة.
بعد هذا قام آل بيت النبي من أولاد علي بن أبي طالب بإخفاء شخصياتهم، خوفاً من بطش الدولة الأموية التي ظلت تلاحق آل البيت وأتباعهم ولم يتوقف ذلك إلا لفترة قصيرة إبان حكم عمر بن عبد العزيز. بعد ذلك نشط الشيعة من جديد بعد سقوط الدولة الأموية ومجيء بني العباس للحكم، وكان لهم شأن في بداية ثورة بني العباس.

### الدولة العباسية
استغل بنو العباس بن عبد المطلب النزاع الدائر على السلطة داخل الأسرة الأموية، فقاموا بنشر دعوتهم في الأمصار البعيدة عن حاضرة الدولة الأموية في باديء الأمر، واستمالوا غير العرب من الفرس وغيرهم من الذميين الناقمين على آل أمية بسبب استبعادهم عن مناصب الدولة وتفضيل العرب عليهم، والذي كانوا يرون فيه مخالفة لما جاءت به الشريعة الإسلامية من أن لا فضل لعربي على أعجمي إلا بالتقوى، كما استغل بنو العباس آل بيت النبي لحشد مزيد من الأنصار الشيعة ومن محبي آل بيت النبي إلى جانبهم.
رغم الدور الذي لعبه الشيعة في قيام دولة بني العباس، إلا أن الأمر لم يختلف كثيراً عما كان في عهد الأمويين. كان أول من قتل من الشيعة في العهد العباسي هو أبو مسلم الخراساني، وهو من دعا إلى الثورة على الحكم الأموي في خراسان وقاد جيش من الفرس لمحاربة نصر بن سيار آخر ولاة بني أمية في خراسان. إلا أن أبي جعفر المنصور رأى في بقاء أبي مسلم حياً خطراً على بقاء الدولة العباسية بسبب قوة شخصيته والتفاف عدد كبير من الفرس حوله، فقتله بعد أن ثبت لبني العباس دعائم دولتهم.

### حصار بغداد
بعد هجوم المغول على بغداد بقيادة هولاكو، أصبح التحيز ضد الشيعة كبيراً وزاد الضغط عليهم وتم إلقاء اللوم وإتهامهم بالتواطؤ لإدخال المغول إلى بغداد وإسقاط الدولة العباسية،يعارض الكاتب ولي نصر هذا الرأي في كتابه (إحياء الشيعة) حيث يقول«وفي هذا الكلام شذوذ عن المنطق، فالخليفة العباسي له ندماء ومستشارين وقادة جيش وعمال على الأمصار وعيون بالإضافة إلى أقاربه من أفراد الأسرة العباسية المضطلعة بالسياسة، فإما أن يكون كل هؤلاء سذج لا يعرفون ما يدور حولهم، وأما أن يكونوا كلهم متواطئين».

### الدولة العثمانية
في ظل نشوء وتصاعد القوة والخوف من امتداد نفوذ الدولة الصفوية إلى أراضي الإمبراطورية العثمانية، ونشرها لعقيدة التشيع بالقوة على يد قائدها إسماعيل الصفوي، حتى قال المؤرخ السني قطب الدين النهروالي عن إسماعيل الصفوي «قتل خلقاً كثيراً لايحصون ينوف على الف الف نفس»، وذُبِحَ الالآف من العلويين في تركيا وسوريا والشيعة في لبنان على يد الدولة العثمانية.

### الهند
عانى المسلمون الشيعة في الهند اضطهاداً من بعض الحكام المحليين ومن الغزاة المغول، حيث تعرض بعض علماء الدين الشيعة إلى القتل على يد هؤلاء الحكام كنور الله التستري (بالهندية: क़ाज़ी नूरुल्लाह शुस्तरी) والمعروف في الهند بالشهيد الثالث، ومحمد عناية الدهلوي ولقبه الميرزا محمد كامل والمعروف بالشهيد الرابع، نسبة إلى ما يعرف بالشهداء الشيعة الخمسة في الهند. كما تعرض الشيعة في كشمير الهندية إلى مذابح كبيرة مما اضطرهم للفرار. تعرض الشيعة في كشمير إلى ممارسات اتسمت بالعنف كحرق المكتبات والمنازل والعنف الجسدي، مما اضطرهم إلى ممارسة التقية.

### الصين
معظم الشيعة في الصين يتركزون في منطقة شينجيانغ ذات الحكم الذاتي، وهم من الشيعة الإسماعيلية وينحدرون من أصول طاجيكية، كانوا يعاملون في المناطق الجبلية في الصين كعبيد يباعون ويشترون.

## الاضطهاد حديثاً

### ماليزيا
يمنع القانون الماليزي الشيعة من الترويج لمعتقداتهم. في 24 سبتمبر 2013 تم القبض على 16 شيعي ماليزي بتهمة الترويج للمعتقدات الشيعية.

### أذربيجان
السلطات الاذربيجانية متهمة بشن حملة قمع ضد الشيعة حيث أنها تمنعهم من أداء مراسم عاشوراء.

## انظر كذلك
- اضطهاد
- اضطهاد الأحمديين
- اضطهاد البهائيين
- اضطهاد المسلمين في بورما
- اضطهاد المسلمين
- اضطهاد المسيحيين
- اضطهاد اليهود